# Wyszonowice
Wyszonowice (deutsch: Ruppersdorf) ist ein Ort in der Landgemeinde Wiązów im Powiat Strzeliński in der Woiwodschaft Niederschlesien in Polen.

## Geographie
Das Angerdorf Wyszonowice liegt an der Ohlau, sechs Kilometer südwestlich von Wiązów (Wansen), acht Kilometer nordöstlich von  Strzelin (Strehlen) und rund 41 Kilometer südöstlich von Breslau in der Schlesischen Tiefebene. Durch den Ort verläuft die Landesstraße Droga krajowa 39. Der Ort liegt an der stillgelegten Bahnstrecke Brzeg–Łagiewniki Dzierżoniowskie.
Ortsteil von Wyszonowice ist der Weiler Kalina (Chamottefabrik).
Nachbarorte sind Głęboka (Glambach) im Westen, Muchowiec (Mückendorf) im Süden, Księżyce (Knischwitz) im Osten und Stary Wiązów (Alt Wansen) im Nordosten.

## Geschichte

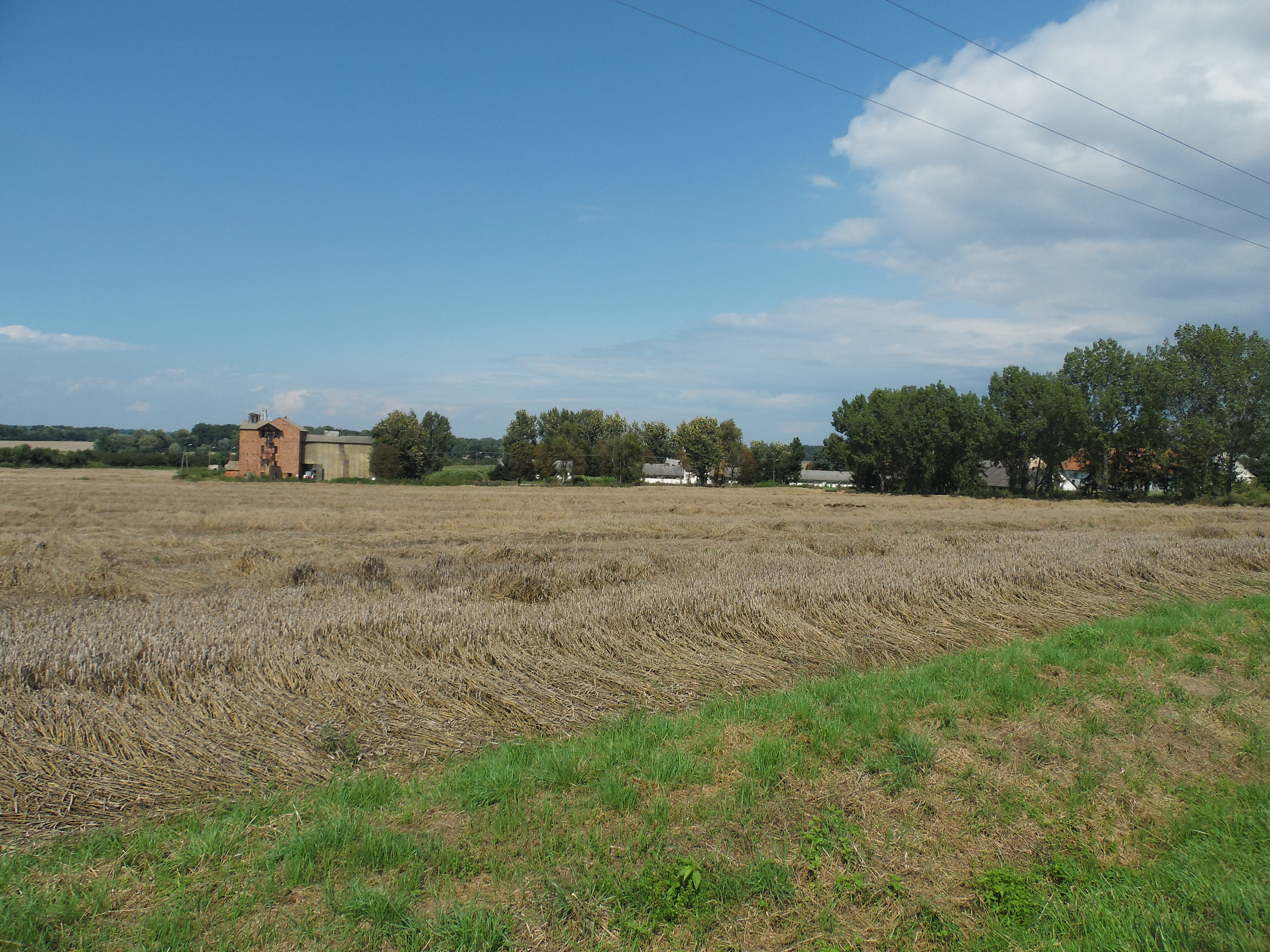
Wyszonowice

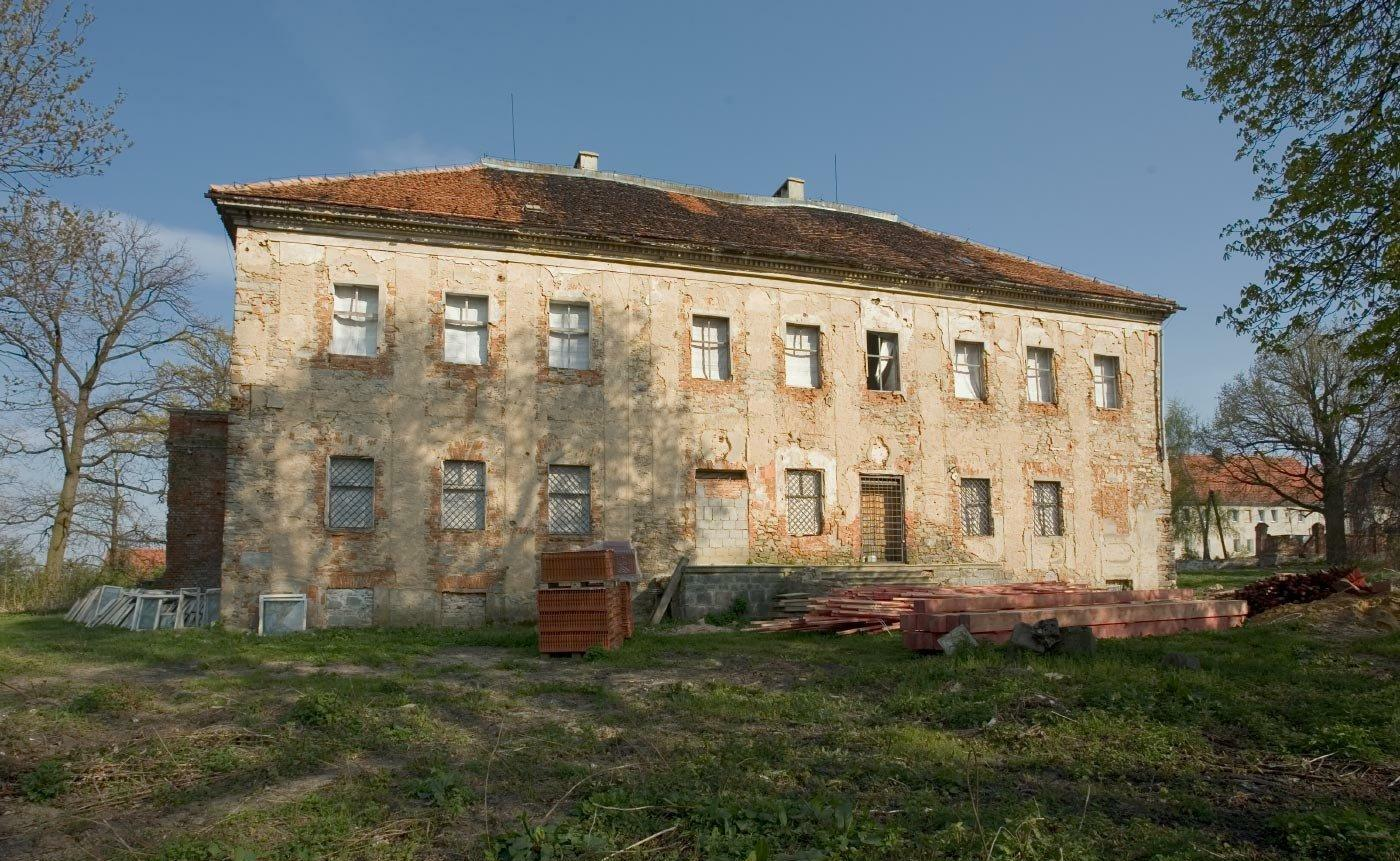
Schloss Ruppersdorf

„Ruprechtisdorff“ wurde 1347 erstmals erwähnt. Der Name lässt auf ein Gründung im Zuge der Ostkolonisation schließen. Grundherren waren seither lange Zeit die Herren von Redern, die es möglicherweise vom Schweidnitzer Herzog Bolko II. erhielten. 1509 ließ der damalige Besitzer Friedrich von Redern im Dorf für seine Familie eine Grabkapelle errichten. Mitte des 16. Jahrhunderts erbaute Friedrich von Rödern ein neues Schloss. Nach seinem Tode erbte es sein Sohn, der Kammerpräsident Georg Friedrich von Redern, der 1586 starb. Seine Erben verkauften es an Hans von Wentzky und Petersheyde. Bis 1692 blieb es in Familienbesitz. Ein Jahr später erwarb es Christoph von Richthofen. 1765 gehörte es Hans Carl von Jeetze. Durch Zwangsversteigerung gelangte es 1771 an den Geheimen Justizrat Hans Carl Friedrich Freiherr von Sauerma, deren Familie es bis zur Enteignung 1945 besaß.
Nach dem Ersten Schlesischen Krieg 1742 fiel Ruppersdorf zusammen mit dem größten Teil Schlesiens an Preußen. Nach der Neugliederung Preußens gehörte die Landgemeinde Spurwitz ab 1815 zur Provinz Schlesien und war ab 1816 dem Landkreis Strehlen eingegliedert. Seit 1830 besaß der Ort eine evangelische Schule. 1845 zählte Ruppersdorf: 82 Häuser, ein herrschaftliches Schloss, ein herrschaftliches Vorwerk, eine evangelische Kirche, eine evangelische Schule, eine Wassermühle, eine Brau- und eine Brennerei, sechs Webstühle, zwölf Handwerker und 515 Einwohner, davon zwölf katholisch und der Rest evangelisch.
1874 wurde der Amtsbezirk Glambach gegründet, zu dem die Landgemeinden Glambach, Karisch, Mückendorf und Ruppersdorf und den Gutsbezirken Glambach, Karisch, Mückendorf und Ruppersdorf gehörten. Amtsvorsteher war der Rittergutsbesitzer von Wenzky. 1885 zählte der Ort 560 Einwohner. 1933 zählte Ruppersdorf 787, 1939 wiederum 727 Einwohner. Bis 1945 befand sich der Ort im Landkreis Strehlen.
Als Folge des Zweiten Weltkriegs fiel Ruppersdorf wie fast ganz Schlesien 1945 an Polen, wurde in Wyszonowice umbenannt und der Woiwodschaft Breslau angegliedert. Die deutsche Bevölkerung wurde, soweit sie nicht vorher geflohen war, weitgehend vertrieben. Die neu angesiedelten Bewohner waren zum Teil Heimatvertriebene aus Ostpolen. 1999 kam der Ort zum Powiat Strzeliński in der Woiwodschaft Niederschlesien.

## Sehenswürdigkeiten
- Das Schloss Ruppersdorf wurde im 18./19. Jahrhundert im Barockstil erbaut. Ein Vorgängerbau bestand bereits seit dem 16. Jahrhundert. Das zweigeschossige Gebäude auf rechteckigem Grundriss besitzt am Eingang Wappenkartuschen und in einer Nische einen Eckturm bzw. eine Kapelle. 1904 wurde das Schloss umgebaut. Nach der Kriegszerstörungen im Frühjahr 1945 wurde es wieder instand gesetzt. Umgeben ist das Schloss von Resten eines Landschaftsparks aus dem 19. Jahrhundert.[8]

- Von der ehemaligen Evangelischen Kirche haben sich lediglich Ruinenreste erhalten. Der Kirchenbau wurde ursprünglich im 16. Jahrhundert als Erweiterung einer Kapelle errichtet. Mit Einzug der Reformation wurde die Kirche von Ruppersdorf evangelisch. 1592 trat dort ein erster Pastor seinen Dienst an. In der Kirche befand sich die Grablege der Familie von Redern. 1945 wurden der Turm, das Dach und Teile der Wände zerstört. Die Reste des Baus sind nach 1945 verfallen. Erhalten blieben Fragmente der Langhauswände, des Presbyteriums, die Giebelwand der Sakristei und der Vorhalle.[9] Zur evangelischen Parochie Ruppersdorf waren eingepfarrt: Ruppersdorf, Mückendorf, Krippitz, Ulsche, Tschanschwitz, Knieschwitz, Spurwitz und das Bischdorfer Vorwerk Kuntschwitz.[10] Katholisch war Ruppersdorf nach Alt Wansen gepfarrt.
- Überreste des evangelischen Friedhofs von Ruppersdorf, Gräber aus dem 19. bis 20. Jahrhundert, mit intakter Friedhofskapelle.

## Söhne und Töchter des Ortes
- Christian von Rother (1778–1849), preußischer Staatsminister, Chef der Seehandlung und erster Präsident der Preußischen Bank
- Max von Saurma (1836–1909), Gutsbesitzer und preußischer Politiker